# 7e étape du Tour de France 1905
Pour un article plus général, voir Tour de France 1905.
La 7e étape du Tour de France 1905 s'est déroulée le dimanche 23 juillet.
Elle part de Toulouse (Haute-Garonne) et arrive à Bordeaux (Gironde), pour une distance de 268 kilomètres.
L'étape est remportée par le Français Louis Trousselier, qui conserve aussi la tête du classement général.

## Parcours

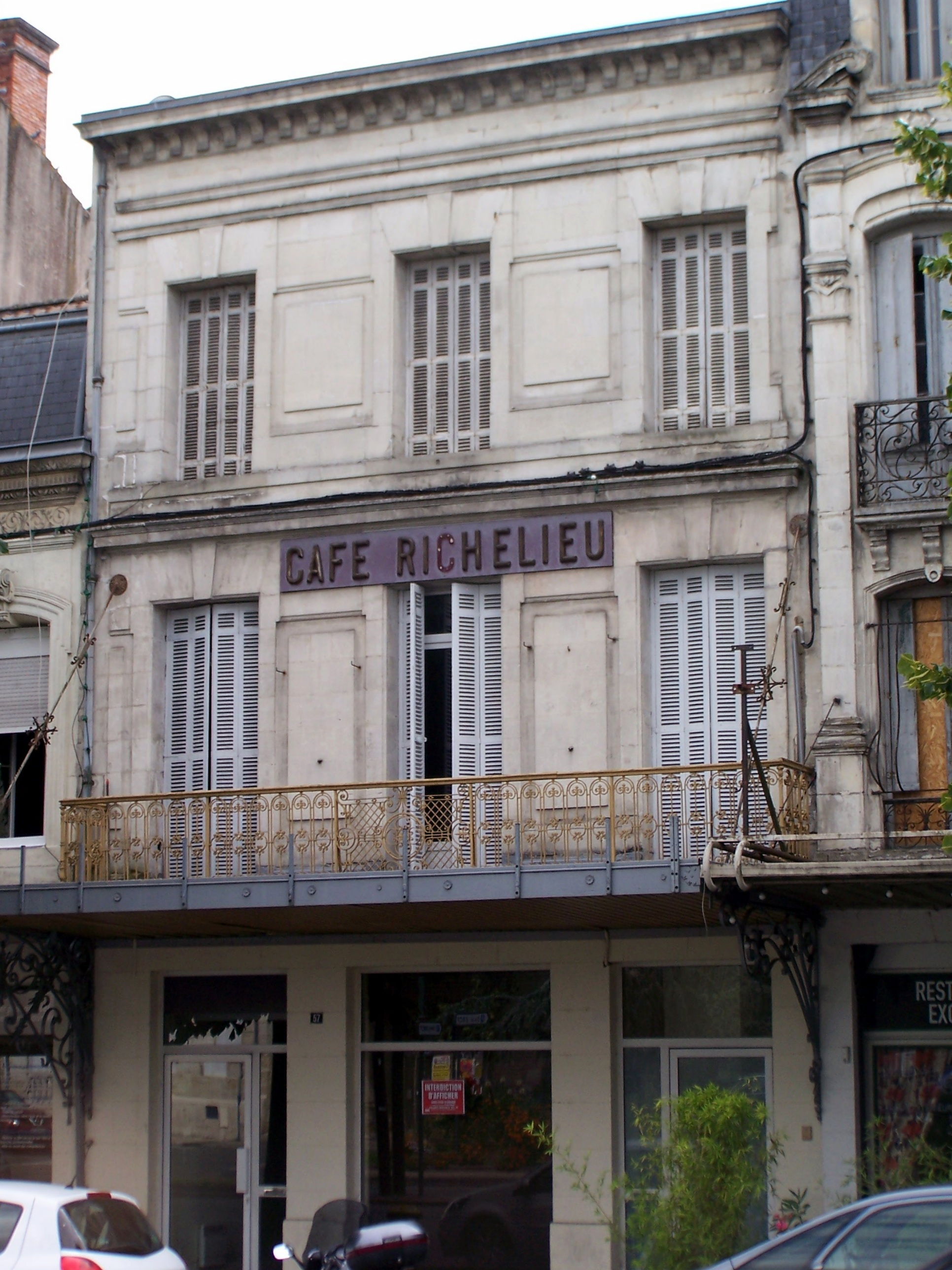
Café Richelieu, bld Gambetta, Marmande

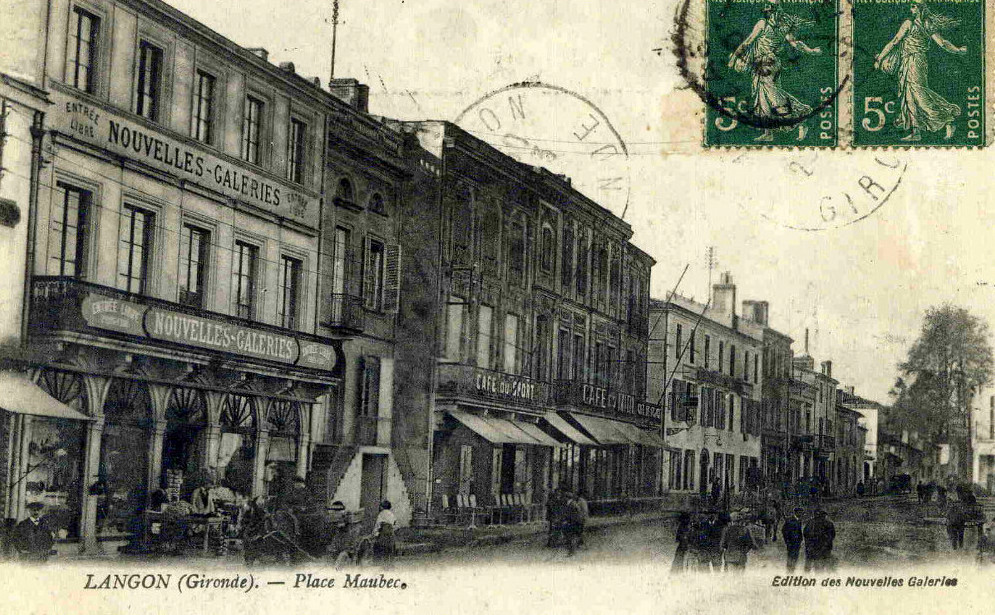
Café du Sport, Place Maubec, Langon

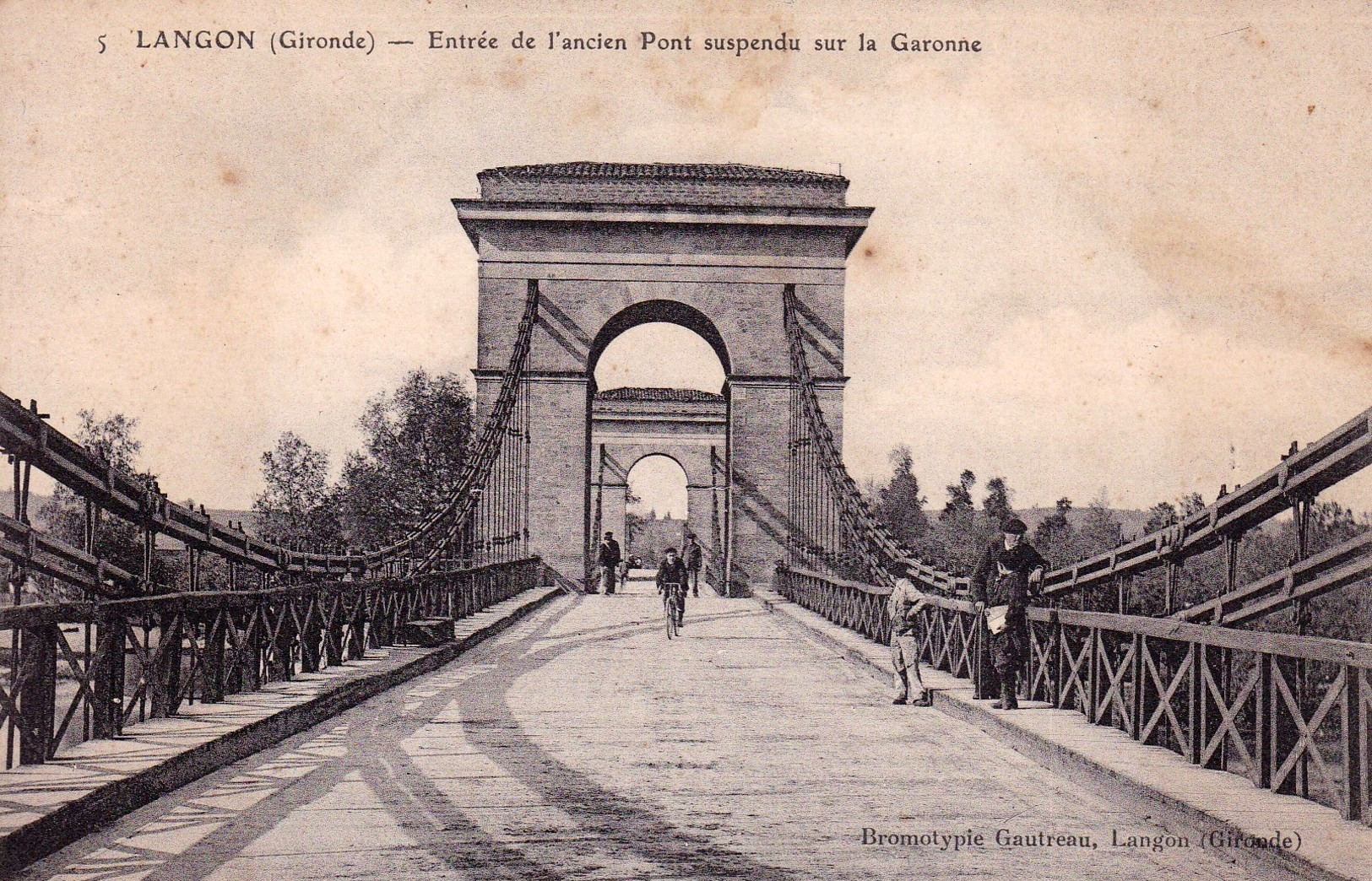
Pont routier de Langon à l'époque.

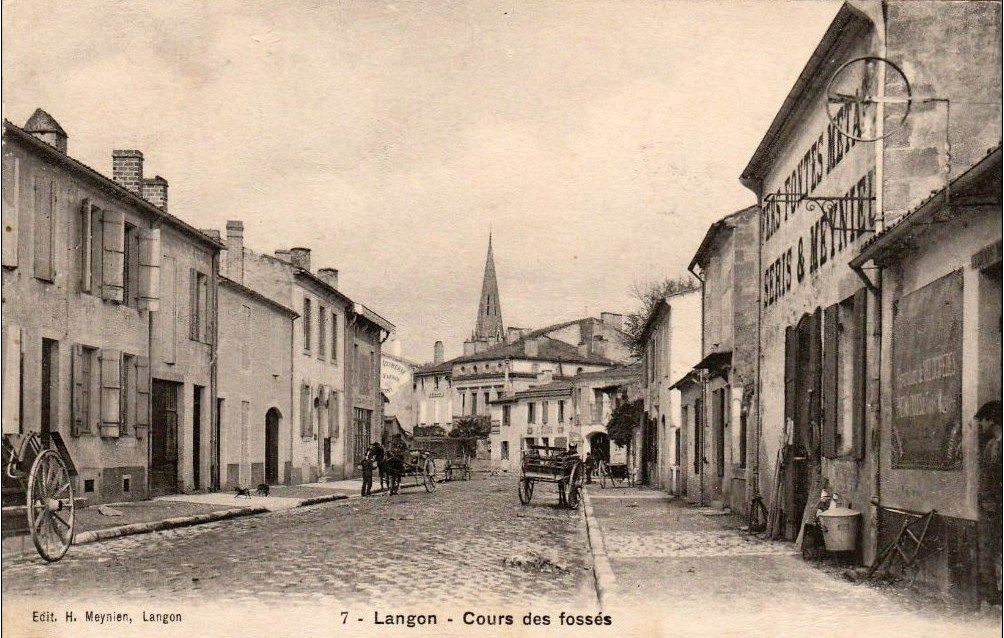
Cours des Fossés, Langon

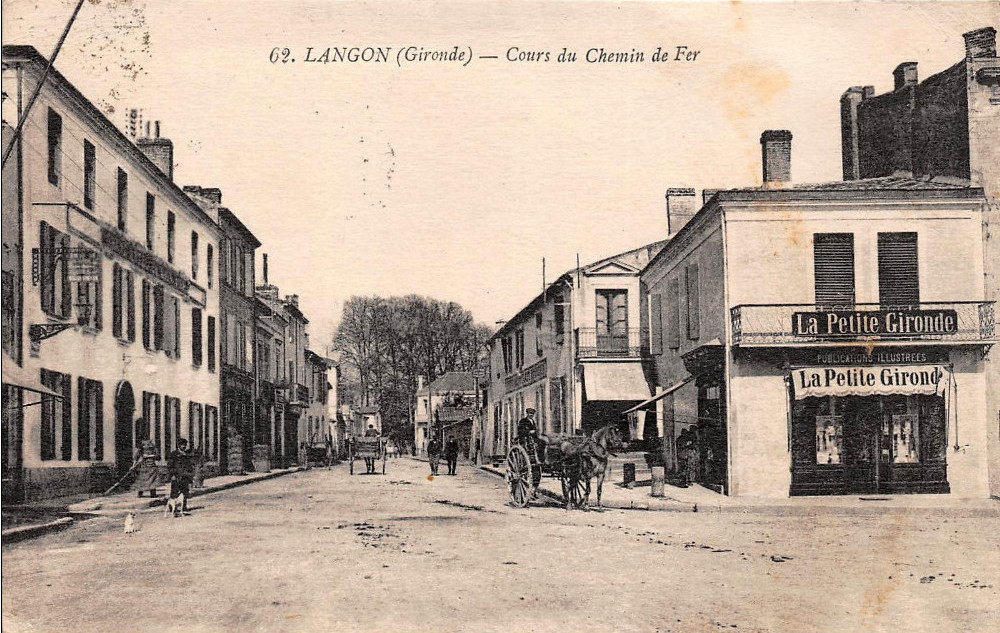
Cours du Chemin de Fer, Langon

- Aux contrôles volants, les concurrents crièrent leurs noms et leurs numéros à haute voix.

- Aux contrôles fixes, les concurrents descendirent de machine et donnèrent une signature sur le registre du contrôle.

| Commune                  | Lieu                                   | Contrôles                  | Kilométrage |
| ------------------------ | -------------------------------------- | -------------------------- | ----------- |
| Toulouse                 | Café Saint-Roch, 54 avenue des Minimes | départ réel, contrôle fixe | 0           |
| Aucamville               | Lacourtensourt                         |                            | 9           |
|                          | Vignerie                               |                            | 13          |
| Saint-Jory               |                                        |                            | 17          |
| Castelnau-d'Estrétefonds |                                        |                            | 21          |
| Pompignan                |                                        |                            | 27          |
| Grisolles                |                                        |                            | 29          |
| Canals                   |                                        |                            | 32          |
| Montauban                | café de la Renaissance                 | contrôle fixe              | 51          |
| LaVilleDieu              |                                        |                            | 63          |
| Castelsarrasin           |                                        |                            | 73          |
| Moissac                  |                                        |                            | 81          |
| Malauze (sic.)           |                                        |                            | 89          |
| Pommevic                 |                                        |                            | 93          |
| Valence-d'Agen           |                                        |                            | 97          |
| Golsech (sic.)           |                                        |                            | 100         |
| Lamagistère              |                                        |                            | 105         |
| Saint-Jean-de-Thurac     |                                        |                            | 111         |
| Bon-Encontre             |                                        |                            | 117         |
| Agen                     | café Foy                               | contrôle fixe              | 123         |
| Calaynac (sic.)          |                                        |                            | 130         |
| Saint-Hilaire            |                                        |                            | 133         |
| Clermont-Dessous         | La Pouleille                           |                            | 136         |
| Clermont-Dessous         | Fourtic                                |                            | 139         |
| Port-Sainte-Marie        |                                        |                            | 144         |
| Aigullon                 |                                        |                            | 154         |
| Nicolle (sic.)           |                                        |                            | 158         |
| Tonneins                 |                                        |                            | 165         |
| Fauguerolles             |                                        |                            | 172         |
| Saint-Pardoux            |                                        |                            | 178         |
| Marmande                 | café Richelieu                         | contrôle fixe              | 182         |
| Sainte-Bazeille          |                                        |                            | 189         |
| Lamothe-Landeroy (sic.)  |                                        |                            | 193         |
| Montgouzy (sic.)         |                                        |                            | 196         |
| La Réole                 |                                        |                            | 202         |
| Gironde                  |                                        |                            | 207         |
| Caudrot                  |                                        |                            | 211         |
| Saint-Pierre-d'Aurillac  |                                        |                            | 215         |
| Saint-Macaire            |                                        |                            | 218         |
| Langon                   | café du Sport, place Maubec            | contrôle volant            | 220         |
| Preignac                 |                                        |                            | 225         |
| Barsac                   |                                        |                            | 228         |
| Cérons                   |                                        |                            | 232         |
| Podensac                 |                                        |                            | 234         |
| Virelade                 |                                        |                            | 237         |
| Arbanats                 |                                        |                            | 238         |
| Portets                  |                                        |                            | 240         |
| Castres                  |                                        |                            | 243         |
| Saint-Médard-d'Eyrans    | La Prade                               |                            | 249         |
| Cadaujac                 | Le Bouscaut                            |                            | 256         |
| Villenave-d'Ornon        | café du Petit-Trianon, Pont de la Maye | arrivée réelle             | 261         |
| Bordeaux                 | Vélodrome du Parc                      | contrôle d'arrivée         | 268         |

## Déroulement de la course
29 coureurs prennent le départ, un coureur, Henri Pépin, abandonne à Marmande.

## Classements

### Classement de l'étape
| \| Classement de l'étape \| Classement de l'étape \| Classement de l'étape \| Classement de l'étape \| Classement de l'étape \| \| Coureur \| Coureur \| Pays \| Équipe \| Temps \| \| --------------------- \| ------------------------ \| --------------------- \| --------------------- \| --------------------- \| \| 1er \| Louis Trousselier \| France \| Peugeot-Wolber \| \| \| 2e \| Philippe Pautrat \| France \| \| \| \| 3e \| Maurice Decaup \| France \| Alcyon-Dunlop \| \| \| 4e \| Hippolyte Aucouturier \| France \| Peugeot-Wolber \| \| \| 5e \| Paul Chauvet \| France \| \| \| \| 6e \| Jean-Baptiste Dortignacq \| France \| Elvish \| \| \| 7e \| Léon Leygoute \| France \| Peugeot-Wolber \| \| \| 8e \| Émile Georget \| France \| \| \| \| 9e \| Julien Gabory \| France \| \| \| \| 10e \| Camille Fily \| France \| \| \| |                          |        |                |       |
| |                          |        |                |       |
| |                          |        |                |       |
| Classement de l'étape |                          |        |                |       |
| Coureur | Coureur                  | Pays   | Équipe         | Temps |
| 1er | Louis Trousselier        | France | Peugeot-Wolber |       |
| 2e | Philippe Pautrat         | France |                |       |
| 3e | Maurice Decaup           | France | Alcyon-Dunlop  |       |
| 4e | Hippolyte Aucouturier    | France | Peugeot-Wolber |       |
| 5e | Paul Chauvet             | France |                |       |
| 6e | Jean-Baptiste Dortignacq | France | Elvish         |       |
| 7e | Léon Leygoute            | France | Peugeot-Wolber |       |
| 8e | Émile Georget            | France |                |       |
| 9e | Julien Gabory            | France |                |       |
| 10e | Camille Fily             | France |                |       |

### Classement général
| \| Classement général \| Classement général \| Classement général \| Classement général \| Classement général \| \| Coureur \| Coureur \| Pays \| Équipe \| Temps \| \| ------------------ \| ------------------------ \| ------------------ \| ------------------ \| ------------------ \| \| 1er \| Louis Trousselier \| France \| Peugeot-Wolber \| \| \| 2e \| Hippolyte Aucouturier \| France \| Peugeot-Wolber \| \| \| 3e \| Jean-Baptiste Dortignacq \| France \| Elvish \| \| \| 4e \| Émile Georget \| France \| \| \| \| 5e \| Lucien Petit-Breton \| France \| \| \| \| 6e \| Julien Gabory \| France \| \| \| \| 7e \| Julien Maitron \| France \| \| \| \| 8e \| Paul Chauvet \| France \| \| \| \| 9e \| Augustin Ringeval \| France \| \| \| \| 10e \| Philippe Pautrat \| France \| \| \| |                          |        |                |       |
| |                          |        |                |       |
| |                          |        |                |       |
| Classement général |                          |        |                |       |
| Coureur | Coureur                  | Pays   | Équipe         | Temps |
| 1er | Louis Trousselier        | France | Peugeot-Wolber |       |
| 2e | Hippolyte Aucouturier    | France | Peugeot-Wolber |       |
| 3e | Jean-Baptiste Dortignacq | France | Elvish         |       |
| 4e | Émile Georget            | France |                |       |
| 5e | Lucien Petit-Breton      | France |                |       |
| 6e | Julien Gabory            | France |                |       |
| 7e | Julien Maitron           | France |                |       |
| 8e | Paul Chauvet             | France |                |       |
| 9e | Augustin Ringeval        | France |                |       |
| 10e | Philippe Pautrat         | France |                |       |